# Шарджа (стадіон)
«Шарджа» (араб. استاد الشارقة‎) — багатофункціональний стадіон у Шарджі, ОАЕ. Місткість стадіону складає 12 000 глядачів. Свої матчі на ньому грає команда «Шарджа».

## Історія
На стадіоні були зіграні, зокрема, частина зустрічей молодіжного чемпіонату світу з футболу 2003 року, а також юнацького чемпіонату світу 2013 року.
Пізніше стадіон приймав Кубок Азії 2019 року, на стадіоні пройшли шість матчів, включно з одним з матчів 1/8 фіналу.